# Dorothy West
Dorothy West (ur. 2 czerwca 1907 roku w Bostonie, zm. 16 sierpnia 1998 w Bostonie) – amerykańska pisarka, aktywistka na rzecz zniesienia segregacji rasowej i redaktorka.

## Życiorys
Urodziła się 2 czerwca 1907 roku w Bostonie. Była córką Rachel West i wyemancypowanego niewolnika Isaaca Westa, który został odnoszącym sukcesy przedsiębiorcą. Ukończyła szkołę Boston Latin School, a następnie studnia na Uniwersytecie Bostońskim. Następnie przeprowadziła się do Harlemu w Nowym Jorku, by studiować dziennikarstwo na Uniwersytecie Columbia.
W 1926 dołączyła do grupy pisarzy New Negro Movement, na bazie której powstał ruch na rzecz zniesienia segregacji rasowej o nazwie Harlem Renaissance. Jej pierwsze opowiadanie, The Typewriter, zdobyło drugie miejsce w ogólnokrajowym konkursie sponsorowanym przez magazyn Urban League's Opportunity.
W 1932 wyjechała do Rosji, aby wziąć udział w filmie Komunistycznej Partii o dyskryminacji rasowej w Stanach Zjednoczonych. Produkcja nie została jednak ukończona.
W 1934 założyła dziennik Challenge poświęcony twórczemu pisaniu oraz aktywizmowi społecznemu i politycznemu. W 1937 wraz z Richardem Wrightem założyła dziennik New Challenge. Oba projekty istniały krótko. Od 1940 pisała opowiadania do gazety New York Daily News.
Przed 1943 przeprowadziła się do Oak Bluffs na wyspie Martha’s Vineyard. W 1948 opublikowała swoją pierwszą książkę, The Living Is Easy. Po wielu latach zaprzyjaźniła się z wydawczynią Jacqueline Kennedy Onassis, pod której wpływem napisała swoją drugą książkę The Wedding, którą opublikowała mając już 85 lat. Niedługo potem spisała niektóre spośród swoich opowiadań w książce The Richer, The Poorer: Stories, Sketches, And Reminiscences.
Umarła 16 sierpnia 1998 w Bostonie w wieku 91 lat. Nigdy nie wyszła za mąż i nie urodziła dziecka. Jak sama twierdziła, bała się, że nie będzie dobrą żoną.

## Styl pisarski
Jej opowiadania nigdy nie odwoływały się bezpośrednio do konfliktu międzyrasowego. Opowiadały o tym z jakimi przeszkodami ludzie muszą sobie radzić każdego dnia, subtelnie akcentując jak zróżnicowanie na tle ras, klas społecznych i płci kształtują świat, w którym żyją stworzeni przez nią bohaterowie.